# Сарногай
Сарнога́й (каз. Сарыноғай) — село у складі Бородуліхинського району Абайської області Казахстану. Входить до складу Новопокровського сільського округу.
Населення — 101 особа (2021; 198 у 2009, 225 у 1999, 292 у 1989).
Національний склад станом на 1989 рік:
- казахи — 61 %
- татари — 35 %